# Франтішек Піштек
Франтішек де Паула Піштек, іноді Франциск Піштек (чеськ. František Pištěk, пол. Franciszek de Paula Pisztek; 6 квітня 1786, місто Прчіце, нині село — 1 лютого 1846, Львів) — римо-католицький релігійний діяч чеського походження. Примас Галичини і Володимирії, Львівський латинський архієпископ. Почесний громадянин Львова (1845).

## Життєпис
Народився 6 квітня 1786 року в м. Прчіце біля Праги (чеськ. Prčice, Богемське королівство, нині село) у сім'ї середньозаможного рільника.
Навчався у Празі (гімназія, Карловий університет у 1804—1809). Священичі свячення отримав 21 серпня 1808 року. Вікарій у Смольнику (1808—1809), адміністратор парафій Врбно у Лесу (1809, чеськ. Vrbno u Lesu, нині чеськ. Vrbno nad Lesy) та Паненски Тинец (1809—1817; обидві у Празькій архідієцезії), пробощ в Пржештице. 30 жовтня 1823 призначений митрополичим каноніком у Празі, 26 червня 1824 — деканом колегіальної капітули (Стара Болеслав, пол. Stará Boleslav). Празький архієпископ Хлумчанський номінував його празьким єпископом-суфраганом. 31 січня 1831 Чеська канцелярія запропонувала його кандидатуру на посаду єпископа у Градець-Кралове, а імператор Франц I номінував на посаду 7 лютого. Однак з невідомих причин Папа не затвердив ці рішення, а скерував до Галичини. 25 жовтня 1831 року номінований, а 24 лютого 1832 призначений Папою єпископом у місті Тарнові. 1835 року номінований цісарем на посаду Примаса Галичини і Володимирії. На посаду архієпископа у Львові номінований 24 липня 1835 року, а Папою був затверджений 1 лютого 1836 року.
1842 року освятив шляхетський конвікт, який заснували єзуїти в Тернополі. За його сприяння: 1842 року римо-католикам уряд повернув церкву Матері Божої Громничої кармеліток босих, саму будівлю його коштом відремонтували та передали у відання ректора семінарії; 1843 року заснували у Львові першу малу семінарію для хлопців на тодішніх польських землях; відновили Латинську катедру Львові, відбудували храм у Калуші.
13 квітня 1845 року став Почесним громадянином Львова.
Помер 1 лютого 1846 року у Львові. Був похований у збудованому для себе гробівці у крипті так званої семінарійного костелу Матері Божої Громничої монастиря кармеліток босих у Львові.